# Хосров и Ширин
«Хосров и Ширин» (перс. خسرو و شیرین‎) — вторая по счёту поэма классика персидской поэзии Низами Гянджеви из его сборника «Хамсе», написанная с 1175/76 по 1191 год. Поэма повествует о любви сасанидского шаха Хосрова, правившего Ираном с 591 до 628 года, к армянской принцессе Ширин. Согласно древним источникам, Ширин была арамейкой, а традиция о её армянском происхождении более поздняя.

## История создания
Кыпчакский мой кумир! Мой нежный хрупкий злак!

Погибла, как Ширин, и ты, моя Афак.

Прекрасен лик и стан, и разум твой был ярок!

Дербентом правящий тебя мне дал в подарок.

Её фата была как воинский доспех,

А рукава узки. К ней не проник бы грех.

Всем недоступная и всех прекрасных строже —

Она стелила мне супружеское ложе.
Поэма была написана примерно в течение 16 лет исламского календаря, между 1175/76 и 1191 годами. Она содержит восхваления сельджукского султана Тогрула III ибн Арслана (1175/76—1194), его номинального вассала, но фактического правителя Государства Ильдегизидов атабека Азербайджана Джафар Мухаммед Абу ибн Ильдегиз Джахан-Пехлевана (1175/76—1186/87), и брата последнего и его преемника Кызыл Арслана (1186/87—1191). Низами, вероятно, начал это произведение в 1175/76 году, когда Тогрул сменил своего отца на троне. Бертельс, однако, отмечает, что Низами начал поэму после смерти своей первой любимой жены, Афак, скончавшейся в 1180/81 году.
Поэт завершил поэму в течение короткого времени; но ряд отсрочек султаном Тогрулом и отсутствие щедрости его покровителей (Тогрула и его атабека Мохаммада Джахан-Пехлевана), вероятно, задерживали его завершение. Год 1175/76 указан в качестве даты создания в издании Ṯarvatiān, но рукописи дают другие даты. Внутренняя хронология поэмы является сложной, и сам поэт добавил отдельные части в разные периоды. Например, отрывок, где поэт упоминает о смерти Афак и часть, в котором поэт обращается к своему сыну Мохаммаду, которому в то время было 7 лет, могут быть оба датированы 1180/81 годом; Также, некоторое количество мудрых соображений в конце истории Фархада, в которой поэт заявляет, что ему пятьдесят лет, возможно, было добавлено между 1185/86 и 1189/90 годами. Последняя глава поэмы, которая относится к встрече поэта с Кызыл Арсланом, и заканчивается намёком на смерть последнего и хвалебной речью его преемнику Нусрат аль-Дину Абу Бакру, сын Абу Джафара Мохаммад Джахан-Пехлевана (1191—1212/13), возможно, была написана в 1191 году или вскоре после этого.

## Краткое содержание

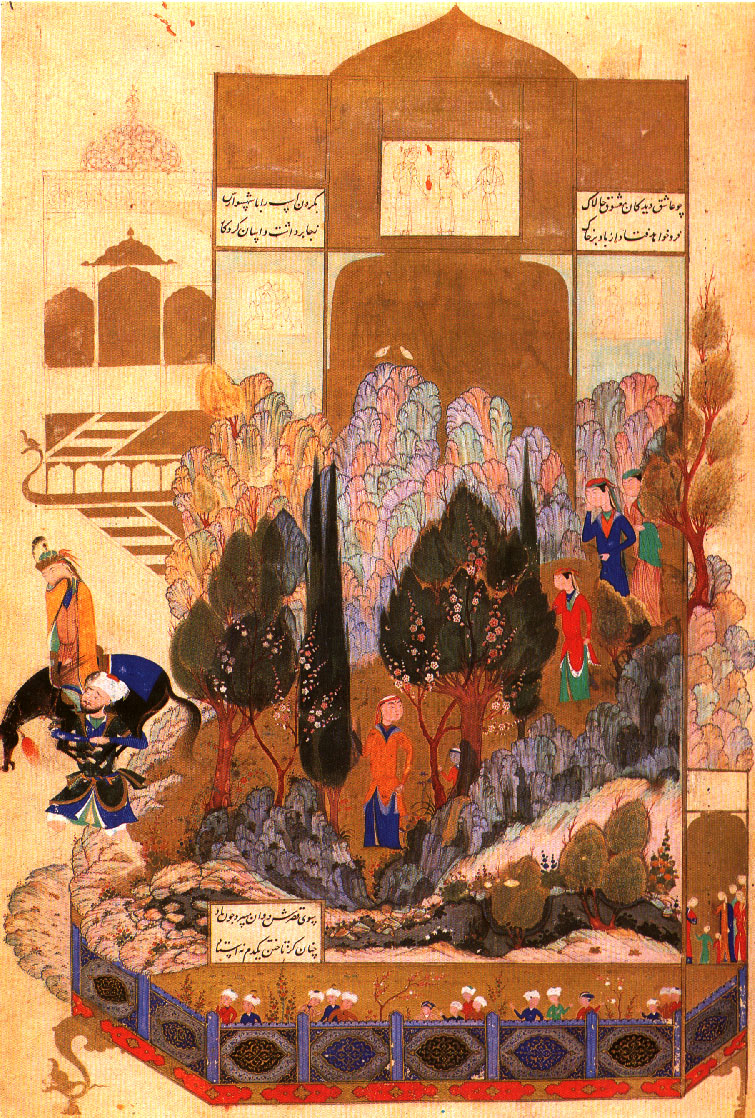
Фархад несёт Ширин и её коня к замку. Миниатюра 1481 года Тебризской школы. Музей дворца Топкапы, Стамбул

Главный герой поэмы Хосров, сасанидский царевич, затем шахиншах Ирана Хосров II Парвиз (590—628). В молодости после восстания шахиншаха Бахрама Чубина он бежит в Армению, во двор Мехин Бану. Увидев там купающуюся прекрасную Ширин, армянскую принцессу из Барды, племянницу (дочь брата) Мехин Бану — могучей правительницы христианского Аррана вплоть до Армении, влюбляется в неё. Ширин также любит Хосрова, но политические соображения заставляют Хосрова жениться на византийской принцессе Мариам, Ширин же отвергает внебрачную близость, храня целомудрие.
В Ширин влюблён зодчий Фархад. Узнав об этом, Хосров начинает ревновать, призывает Фархада, спорит с ним, но Фархад не может отречься от мечты о Ширин. Тогда Хосров предлагает Фархаду во славу Ширин пробить проход сквозь гранитную гору Бисутун. Фархад согласен, но при условии, что Хосров откажется от Ширин. Несмотря на нелёгкий труд, мастер начинает работать. Ширин навещает Фархада у горы Бисутун, приветствует, подает ему чашу с молоком. А когда конь Ширин оступается в горах, Фархад несёт Ширин вместе с её конём до самого замка и вновь возвращается к своей работе. Хосров был разгневан известием о встрече Ширин с Фархадом, ему доносят, что труд близок к завершению. Движимый ревностью Хосров посылает Фархаду весть о смерти Ширин, из-за чего Фархад в отчаянии кончает с собой.
В конце поэмы Хосров отвергает земную тщету и соединяется с Ширин, ради которой отрекается даже от вина (Ширин говорит ему, что отныне она для него — и чаша вина и виночерпий). Но сын Хосрова от Мариам Шируйе свергает отца, который с тех пор живёт в заточении в храме огня. К нему допускается только Ширин, которая утешает его. Но однажды ночью Шируйе смертельно ранит отца, Хосров умирает, истекая кровью и не решаясь смутить сон Ширин, спящей рядом. Ширин пробуждается и, увидев море крови, рыдает. Обмыв тело Хосрова камфорой и розовой водой, облачив его, она сама облачается во все новое. Шируйе сватается к Ширин, но, похоронив Хосрова, она, чтобы не достаться убийце, поражает себя кинжалом в гробнице любимого.

## Источники сюжета

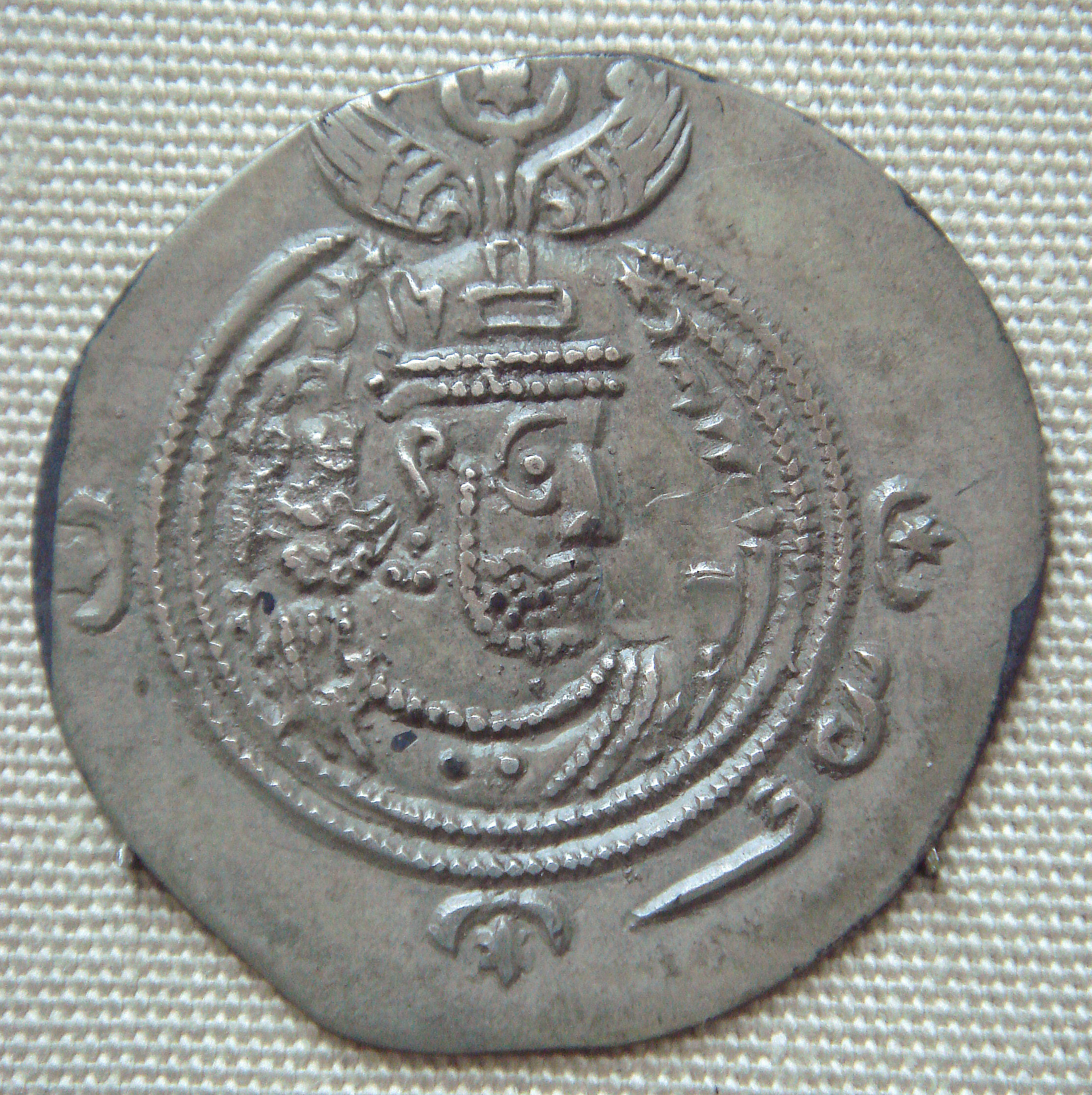
Монета Хосрова II Парвиза